# Magda Amo Rius
Magda Amo Rius (Barcelona, 23 de juliol de 1973) és una atleta i esquiadora catalana amb poca visió, i participa en proves de tipus B2.
Aconseguí la medalla d'or en descens en el Campionat del Món d'esquí alpí en 1990, va participar en els Jocs Paralímpics d'Hivern de 1992, on va quedar en tercer lloc a la cursa d'eslàlom gegant. Als de 1994 va quedar en segon lloc en la cursa d'esquí alpí. Als jocs de 1998 de Nagano va acabar primera en Descens, Eslàlom Gegant, el Super Gegant i l'Eslàlom. Es retirà de l'esquí el 1998.
En atletisme aconseguí la medalla d'or en salt de llargada en el Mundial d'atletisme en 1990 i guanyà la medalla d'or en salt de llargada en els Jocs Paralímpics d'Atlanta de 1996. Es retirà de l'atletisme el 1996.
Rebé la medalla d'argent de la ciutat de Barcelona (1992) i la medalla de bronze al mèrit esportiu (1999 i 2008).